# 安·毕肖普
安·毕肖普（英語：Ann Bishop，1899年12月19日—1990年5月7日）是一名英国生物学家，剑桥大学格顿学院和皇家学会成员，也是皇家学会中少数女性成员之一。安·毕肖普出生于曼彻斯特，但职业生涯多半是在剑桥度过的。研究方向包括寄生虫学和原生生物学。早年专注于研究纤毛寄生虫，其中一种导致了家养火鸡的黑死病，这一阶段的成果也为她后期的研究奠定了基础。博士时期，她投身寄生类变形虫研究，并尝试用化学疗法治疗阿米巴痢疾等变形虫疾病。
毕肖普最知名的的成果是针对导致疟疾的疟原虫的研究，她探究了对这一疾病的多种化学治疗方法。后期她还研究了该寄生虫的抗药性，其成果在二战战场上帮助了英国士兵，同时还发现了这类寄生虫可能具有交叉耐性。此外，她发现过一种新的原生生物，在研究疟疾期间，也针对载体埃及伊蚊进行过研究。1959年，她入选皇家学会，创立了英国寄生虫学会，并供职于世界卫生组织疟疾防治委员会（Malaria Committee）。

## 人生经历
1899年12月19日，安·毕肖普出生于英国曼彻斯特。她的父亲名叫詹姆斯·金伯利·毕肖普（James Kimberly Bishop），是一位家具制作工人，并且拥有一家从其父继承下来的棉花厂。她的母亲名叫埃伦·毕肖普（Ellen Bishop，母姓），是貝德福德郡的人。毕肖普还有一位比她小13岁的亲弟弟。她小时候想继承父亲的生意，父亲本人却鼓励她念大学，她的兴趣也很快转向了科学方面。此外，她从小就对音乐有敏感的鉴赏力，时常去听曼彻斯特哈雷管弦乐团的演出。作为科研人员，她性格内向，做事一丝不苟，喜欢独自工作，或者与她眼里的高水平的同行合作。她一生多半常住剑桥大学格顿学院，《卫报》为她所写的讣告评价她是「格顿人中的格顿人」（Girtonian of Girtonians）。她还是一位水平甚高的厨师，但食谱通常不用科学计量的方法，这总让她颇为恼火。
毕肖普每天戴着帽子去早餐，在校园里很显眼。之后，她步行3.5英里（5.6）去莫尔蒂诺研究所。她擅长针线活，也懂得欣赏艺术，只是不喜欢现代艺术。业余，她喜欢散步和旅行，特别是坎布里亚郡的湖区，但她一生没怎么离开英国。每年年初，她还会在伦敦待一段时间，观赏歌剧舞剧，参观各种画廊。晚年，关节炎限制了她的活动，她逐渐对生物学史和医学史产生兴趣，唯独没能在这一领域发表文章。一场小病过后，九十岁的她死于肺炎，葬礼随后在学院的教堂举行，她生前的众多友人均前来悼念。

## 教育背景

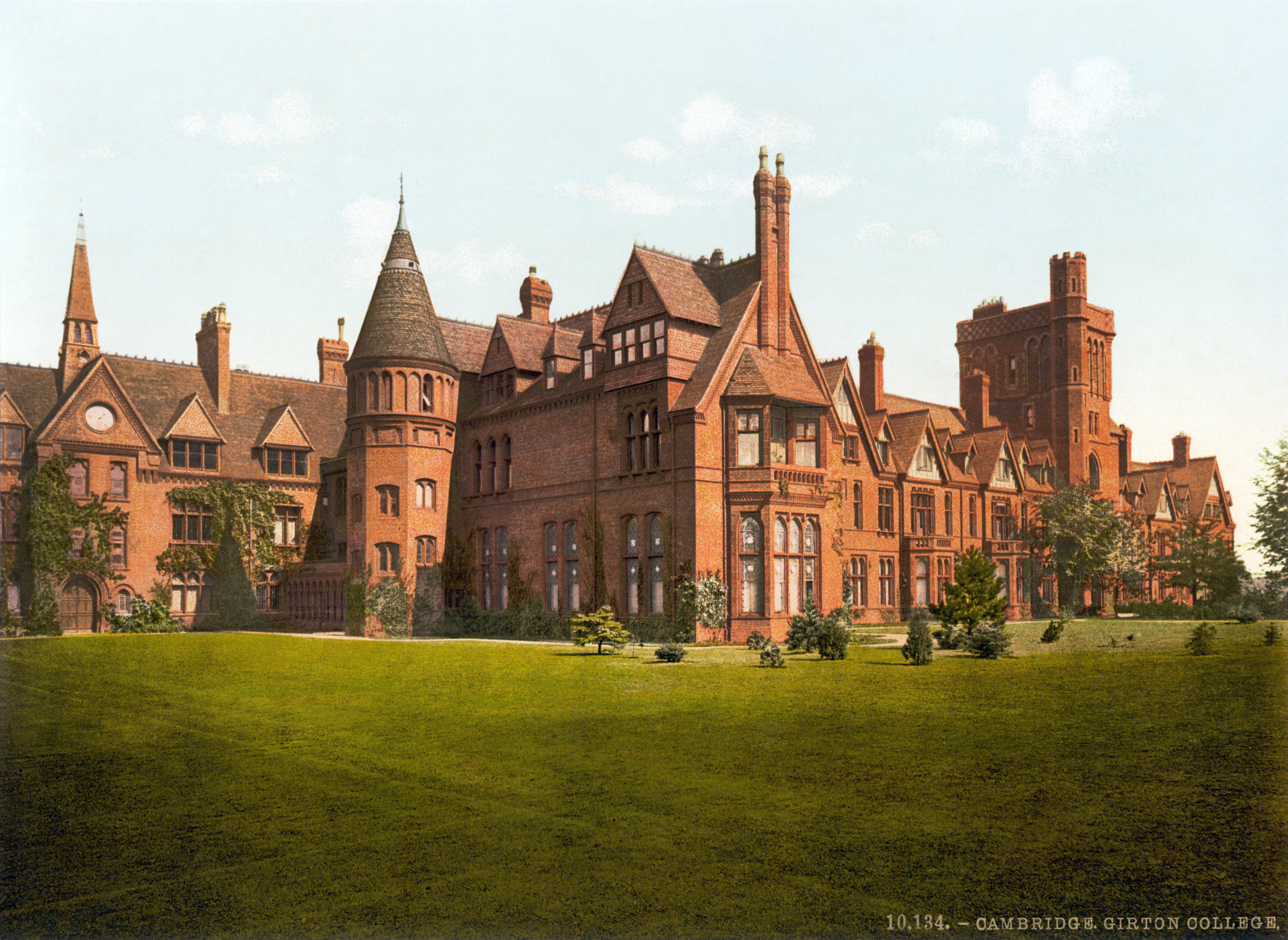
格顿学院，毕肖普的母校

七岁以前，毕肖普都是在家自學，随后两年就学于一所私立小学。10岁时，她进入了家乡曼彻斯特一所很进步的中学，即菲尔登中学（Fielden School），三年之后转入曼彻斯特女子高中并完成高中学业。她当时想继续学习化学，但由于缺乏物理知识，无法在化学荣誉学院（Honours School of Chemistry）选课，1918年10月她选择入读曼彻斯特大学，修习植物学、化学和动物学。大学第一学期的生物课激发了她其后一生的兴趣。本科学习期间，她受教于寄生虫学家R.A.沃德尔（R.A. Wardle）和原生动物学家杰弗里·拉佩奇（Geoffrey Lapage），并曾对当地水池中的纤毛虫进行过研究。大三时，她已经获得了大学颁发的道尔顿自然史奖（John Dalton Natural History Prize），并转而与另一位原生动物学家、皇家学会会员悉尼·希克森（Sydney J. Hickson）合作。
1921年，拥有数个荣誉的她从动物学院毕业，得到了理学士学位，1922年，又获硕士学位。1932年，她从曼彻斯特大学得到了博士学位，当时的研究课题是黑头病寄生虫。此外他还拥有剑桥大学1941年授予的博士学位，而这其实只是个名分，因为那时剑桥还不给女性完整学位。

## 科研生涯

### 早期工作

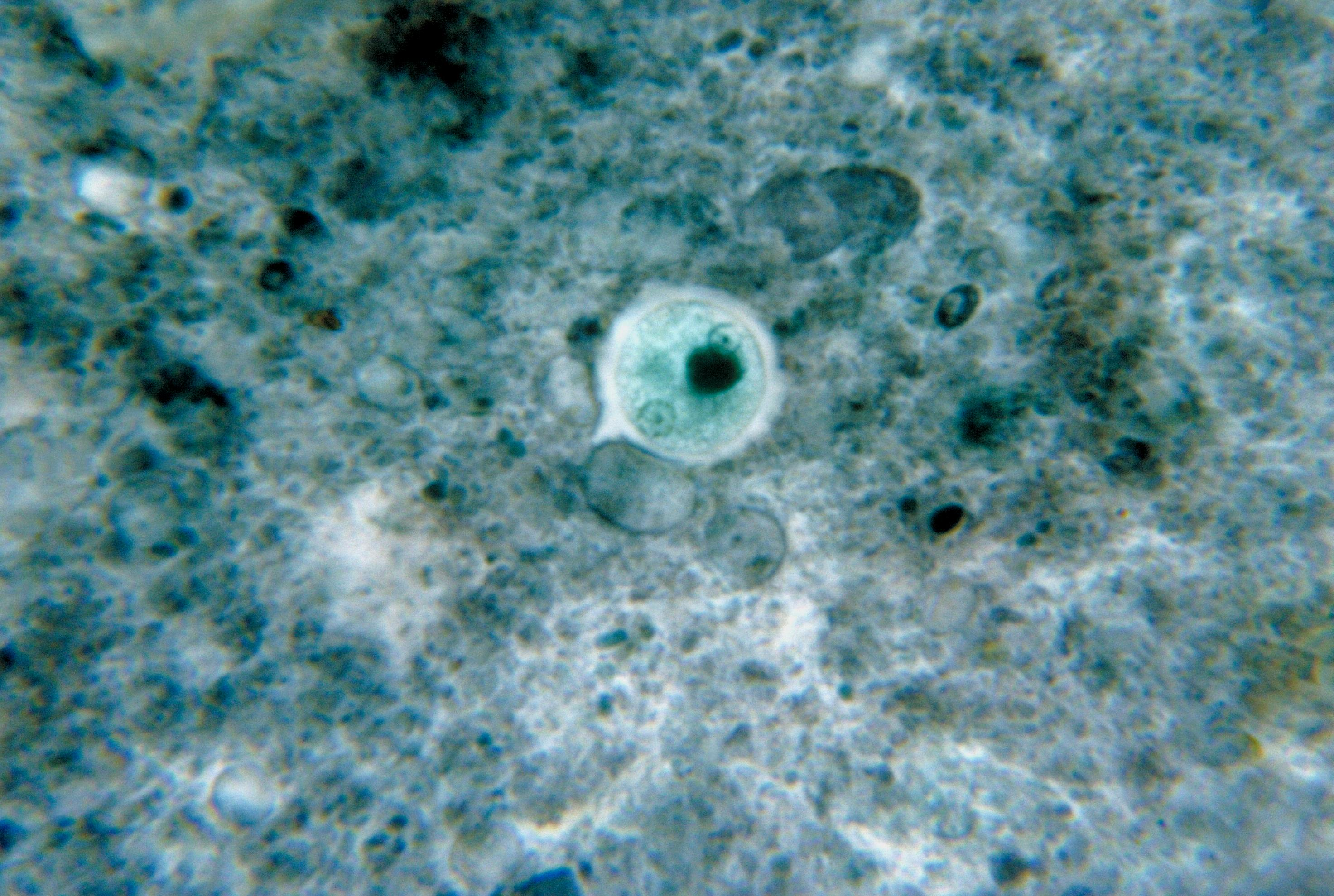
溶组织内阿米巴包囊，毕肖普早期研究课题之一

本科阶段与希克森合作研究大旋口虫的繁殖是她的第一个科研项目，这一研究对象是一种体型较大，甚至可以说是「像蠕虫」的纤毛虫。1923年，在曼彻斯特大学攻读博士时，她获得了荣誉研究员的职位。1924年，他成为剑桥大学动物学院的兼职讲师，而在那个女性被边缘化的年代，该院仅有两名女性教师。她本人不能跟系里的男性同桌吃下午茶，于是只能坐在一个急救用具包上。在那里，她是唯一一位原生动物学家，并继续着对大旋口虫的研究。
1926年，她辞退了该职位，开始与英国国家医学研究院的克里福德·多贝尔合作，并在研究所度过了三年时光。在多贝尔的指导下，她研究了人体消化系统中的寄生性阿米巴虫，特别是溶组织内阿米巴，这种原生动物会导致阿米巴痢疾。为找到治疗此类疾病的方法，他与多贝尔和病毒学家帕特里克·莱德劳合作，研究了吐根碱等抗阿米巴药物的作用效果。

### 莫尔蒂诺研究所
1929年毕肖普回到剑桥莫尔蒂诺寄生生物学研究所，她的职业生涯也多半在此度过。所做的研究也是前一阶段的延伸，课题关注于各类鞭毛虫和阿米巴虫的有丝分裂行为。她从马蛭的消化道中分离出了一种厌氧的原生动物。此外还发现了一种新的物种，即凯林假毛滴虫（Pseudotrichomonas keilini），凯林二字取自她的同事大卫·凯林的姓。她在曼彻斯特大学与H.P.贝农（H.P. Baynon）合作，主要研究黑头寄生虫病的病原火鸡组织滴虫，寻找辨别和分离它们的方式。此研究中，他们首次发明了从肝脏创伤处分离并培养寄生虫的技术。毕肖普和贝农是最先分离火鸡组织滴虫的科学家，随后还证明了它是黑头病病原。毕肖普用她在原生动物学上的特长全面地研究了疟疾寄生虫（疟原虫），并提出了化疗的方案，这也是她本人最为人熟知的贡献。

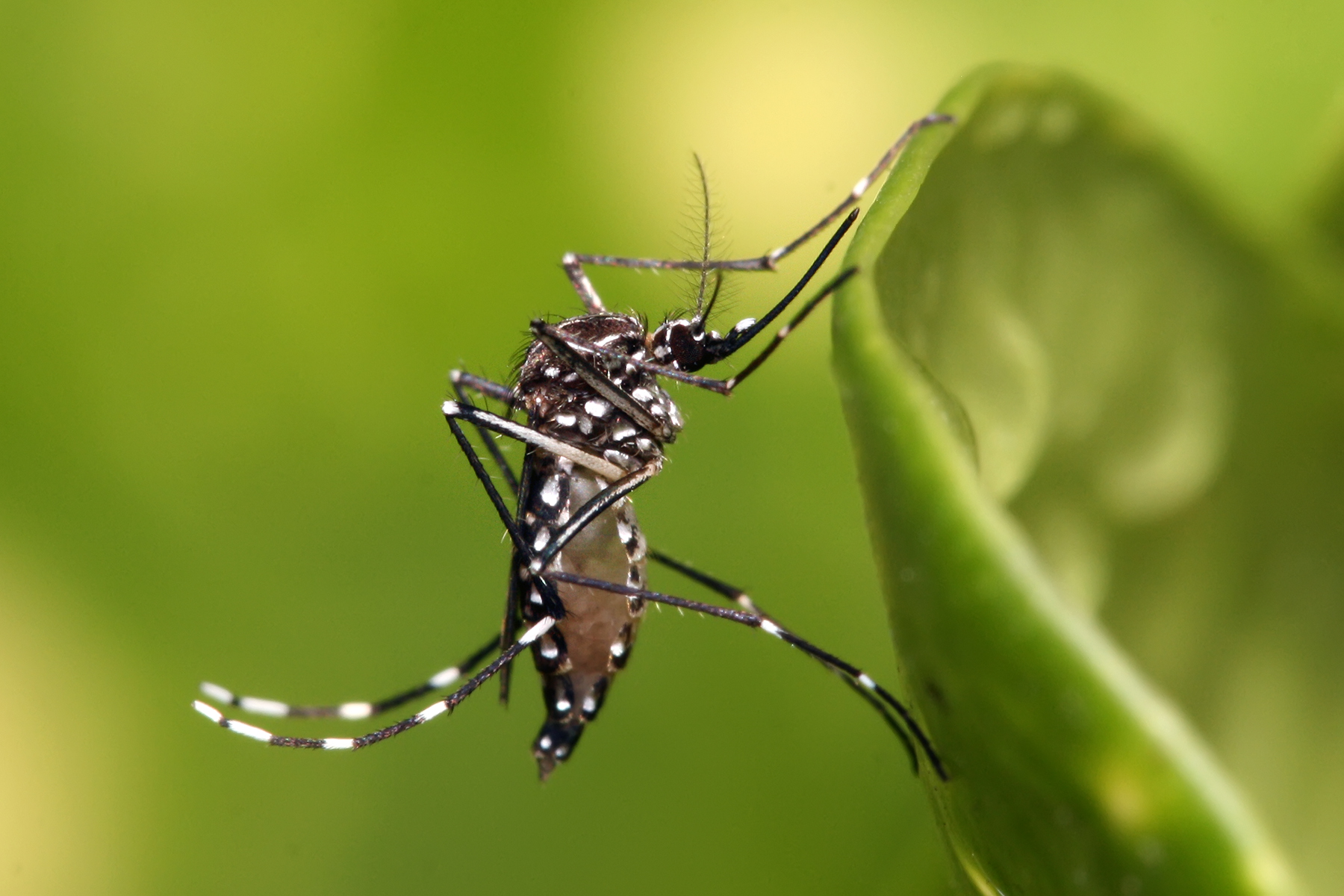
埃及伊蚊

1937到1938年间，毕肖普研究了不同血液物质和温度条件下，鸡疟原虫（学名：Plasmodium gallinaceum）载体埃及伊蚊的生长情况，此外还考察了疟原虫本身在不同环境下的繁殖状况。这些成果也为此后疟疾疫苗的研制做了一番铺垫。她接下来的工作受到二战的刺激：战争期间，她着重研究疟疾的其他化学疗法，因为当时日本控制着药品产地荷属安的列斯，最普及的抗疟药奎宁难以觅得，她的研究帮助了不少英国前线士兵。1949至1964年间，她负责莫尔蒂诺研究所的化疗研究院（Chemotherapy Research Institute）。
毕肖普的科研步步推进，涵盖了寄生虫和宿主双方，由此也获得皇家学会的一席。这一时期的重要发现是寄生虫本身并不对奎宁产生抗药性，但宿主会对疟疾药氯胍耐受。她首先进行了试管试验，其结论之后在间日疟病人身上得到了证实。她对三种抗疟药进行研究，包括扑疟喹啉、米帕林和氯胍，发现只有氯胍会产生抗药性。她的其他研究还表明疟原虫会对其他抗疟药产生交叉耐性。毕肖普在莫尔蒂诺研究所一直工作到1967年。她的研究方法经由后人改良，在小鼠和人体实验中，也时常得以沿用。

### 荣誉与影响
毕肖普一生获得多个荣誉头衔和研究职位。1932年，獲委任为格顿学院亚雷荣誉会员（Yallow Fellow），这一荣誉一直保持至去世。1929年至1932年间，她还是贝特荣誉会员（Beit Fellow）。英国医学研究委员会1937年曾给予她一笔经费，用于疟原虫方面的研究。1945至1947年，她曾参与组织格顿学院工作女性暑期学校（Working Women's Summer School），该组织旨在帮助那些14岁前就结束教育的女性继续深造。1959年獲选为皇家学会会员，同时也是世界卫生组织疟疾防治委员会的成员。
1950年代英国寄生虫学学会（British Society for Parasitology）成立，多半要归功于毕肖普的努力。最初她只有五英镑的启动资金，连同一位做秘书的助手。学会早期隶属于剑桥大学生物研究院（Institute of Biology），1960年成为独立组织，由毕肖普亲自领导。1960至1962年间，她还是剑桥大学生物研究院寄生虫研究组的主任。60年代后期，生物学系邀请她出任系主任，但由于这一职位往往要抛头露面，她只好拒绝。此外她还担纲《寄生虫学》（Parasitology）期刊的编辑长达20年。去世之后，格顿学院为她树立了紀念牌匾，刻有Felix, qui potuit rerum cognoscere causas 的拉丁文字样，引自古罗马诗人维吉尔，意为「那幸运之人，发现事物的起因」。1992年，英国寄生虫学学会以她的名字设立了安·毕肖普旅行奖金（Ann Bishop Travelling Award），用于资助年轻的寄生虫学学家进行实地科研。

## 部分作品
- Bishop, Ann.  (PDF). Quarterly Journal of the Microscopical Society. 1923, 67: 391–434.
- Bishop, Ann.  (PDF). Quarterly Journal of the Microscopical Society. 1927, 71: 147–172.
- Laidlaw, P. P.; Dobell, Clifford; Bishop, Ann. . Parasitology. 1928, 20 (2): 207–220. doi:10.1017/S0031182000011604.
- Bishop, Ann; Dobell, Clifford. . Parasitology. 1929, 21 (4): 446–468. doi:10.1017/S0031182000029334.
- Bishop, Ann. . Parasitology. 1929, 21 (4): 481–486. doi:10.1017/S003118200002936X.
- Bishop, Ann. . Parasitology. 1931, 23 (2): 129–156. doi:10.1017/S0031182000013524.
- Bishop, Ann. . Parasitology. 1938, 30 (2): 181–194. doi:10.1017/S0031182000025749.
- Bishop, Ann. . Parasitology. 1942, 34 (1): 1–54. doi:10.1017/S0031182000015985.
- Bishop, Ann; Gilchrist, Barbara M. . Parasitology. 1946, 37 (1–2). doi:10.1017/S0031182000013202.
- Bishop, Ann; Birkett, Betty. . Nature. 1947, 159 (4052): 884. doi:10.1038/159884a0.
- Bishop, Ann; Birkett, Betty. . Parasitology. 1948, 39 (1–2): 125–137. doi:10.1017/S0031182000083657.
- Bishop, Ann; McConnachie, Elspeth W. . Nature. 1948, 162 (4118): 541–543. doi:10.1038/162541a0.
- Bishop, Ann; McConnachie, Elspeth W. . Parasitology. 1950, 40 (1–2): 163–174. doi:10.1017/S0031182000017996.
- Bishop, Ann. . Parasitology. 1955, 45 (1–2): 163–185. doi:10.1017/S0031182000027542.
- Bishop, Ann; McConnachie, Elspeth W. . Parasitology. 1956, 46 (1–2): 192–215. doi:10.1017/S0031182000026433.
- Bishop, Ann. . Biological Reviews. 1959, 34 (4): 334–500. doi:10.1111/j.1469-185X.1959.tb01317.x.

## 脚注
1. 1 2 3 4 5 6 7 8 9 10 11  Ogilvie 2000，第129頁.
2. 1 2 3  Goodwin & Vickerman 1992，第29頁.
3. 1 2  Goodwin & Vickerman 1992，第36頁.
4. ↑  Goodwin & Vickerman 1992，第35頁.
5. 1 2  The Guardian–19 May 1990.
6. 1 2 3 4 5 6 7 8 9 10 11 12  Ogilvie 2000，第130頁.
7. ↑  Goodwin & Vickerman 1992，第37頁.
8. 1 2 3  Haines 2001，第33頁.
9. 1 2 3  Goodwin & Vickerman 1992，第33頁.
10. 1 2 3 4 5 6 7 8  Haines 2001，第34頁.
11. ↑  Goodwin & Vickerman 1992，第31頁.
12. ↑  Goodwin 2004.
13. 1 2 3 4 5  The Times–22 May 1990.
14. 1 2  Goodwin & Vickerman 1992，第34頁.
15. ↑  Bishop 1961，第118頁.
16. ↑  GCIP WWSS.
17. ↑  BSP Presidents.
18. ↑  Ranford-Cartwright 2006，第2頁.